# Modelo de equilíbrio parcial
Em Economia Internacional, um modelo de equilíbrio parcial é um modelo matemático que se utiliza da Econometria para analisar os efeitos de uma determinada mudança de preço ou de política sobre um setor ou mercado específico - por exemplo, o efeito do aumento do preço do petróleo na evolução do PIB do setor de siderurgia brasileiro.
O modelo de equilíbrio parcial se contrapõe ao modelo de equilíbrio geral, que procura explicar os efeitos da mesma mudança de preço ou de política sobre uma economia inteira - por exemplo, o efeito do aumento do preço do petróleo na evolução do PIB brasileiro.

## Objeto de estudo
No modelo de equilíbrio parcial aplicado à Economia Internacional estuda-se, portanto, os efeitos diretos sobre um certo bem ou mercado; qualquer política de comércio ou mudança de preços tem efeito somente neste bem ou mercado. No modelo de equilíbrio geral, estuda-se os efeitos em toda a economia. Qualquer política comercial ou mudança de preços tem efeito na produção de todos os bens (ainda que indiretamente).
Modelos de equilíbrio parcial consideram que as variáveis de outras economias estão dadas e iguala a oferta à demanda em apenas um mercado da economia. São mais apropriados para estudar produtos que constituem uma pequena parte de uma economia. São utilizados rotineiramente (nem sempre apropriadamente) para a análise de efeitos de política comercial em determinado setor da indústria.